# ヒメフタバラン
ヒメフタバラン（姫二葉蘭、学名：Neottia japonica、シノニム：Listera japonica）は、ラン科サカネラン属の地生の多年草。別名、オオフタバラン、ムラサキフタバラン。

## 特徴
地下にある根茎は短くて細く、糸状に長い根を横に這う。茎は四角形に角張り、淡紅褐色で、直立して高さ5-30cmになる。葉は、茎の中央部付近に無柄で2個が対生状につき、深緑色の卵状三角形で、長さ幅ともに1-2cmになり、先端はやや鋭頭で、基部は切形または浅心形となる。葉より上部の花茎には開出する腺毛があるが、葉より下部の茎に毛は無い。葉の主脈は強く下面に隆起する。
花期は3-5月。総状花序に淡紫褐色の花を2-6個まばらにつける。苞は小型。萼片は長さ2-3mmの狭卵形で、先端は鈍頭。側花弁は線状長楕円形で、萼片とほぼ同じ長さ。萼片と側花弁は反曲し、紫色の着色部がある。唇弁はくさび形で長さ6-8mmになり、2裂片を前方に突き出して逆Ｙ字型になり、裂片の長さは3-5mm、唇弁の中央に汚黄色のＴ字形の隆起がある。唇弁の基部の両側に耳状裂片があり、後ろに反転し蕊柱を両側から囲む。

## 分布と生育環境
日本では、本州（宮城県・山形県以南）、四国、九州、琉球列島に分布し、暖地の常緑樹林のやや湿った林床に生育する。国外では、朝鮮半島、台湾に分布する。

## 名前の由来
ヒメフタバランは姫二葉蘭の意で、旧フタバラン属（ Listera ）の中の他種とくらべ「やさしい出来のフタバランの意味」。しかし、旧フタバラン属の中では大型に属する。

## 下位分類
次のように品種として区別する場合がある。
- フイリヒメフタバラン f. albostriata (Masam.) T.Yukawa, ined. - 葉の中央に白色の条があるもの。斑入り。
- ミドリヒメフタバラン f. viridecens (Nackej.) T.Yukawa, ined. - 花にまったく紫色の着色部が無いもの。
- ナガバヒメフタバラン f. longifolia (Nackej.) T.Yukawa, ined. - 葉が楕円形になるもの。

## ギャラリー
- 唇弁基部の耳状裂片は、蕊柱を両側から囲むか、バンザイする。
- 茎は四角形で葉より下は無毛、上部は線毛がつく。
- 蕾の状態。
- 根。